# Ilja Khrzjanovskij
Ilja Khrzjanovskij (russisk: Илья́ Андре́евич Хржано́вский) (født 11. august 1975 i Moskva i Sovjetunionen) er en russisk filminstruktør og manuskriptforfatter.

## Filmografi
- 4 (2004)[1][2]